# 濯水镇 (重庆市)
濯水镇，是中华人民共和国重庆市黔江区下辖的一个乡镇级行政单位，是国家5A级旅游景区黔江区濯水景区。

## 行政区划
濯水镇下辖以下地区：
濯水社区、蒲花社区、三门社区、柏杨社区、乌杨社区、桐木村、五福村、双龙村和堰塘村。